# بروس بوون
بروس بوون (انگلیسی: Bruce Bowen؛ زادهٔ ۱۴ ژوئن ۱۹۷۱) بازیکن بسکتبال اهل ایالات متحده آمریکا است.
از باشگاه‌هایی که در آن بازی کرده‌است می‌توان به میامی هیت، فیلادلفیا سونتی‌سیکسرز، بوستون سلتیکس، و سن آنتونیو اسپرز اشاره کرد.